# Ehrlersheim
Ehrlersheim ist ein Gemeindeteil der Gemeinde Weilersbach im Landkreis Forchheim (Oberfranken, Bayern).

## Geografie

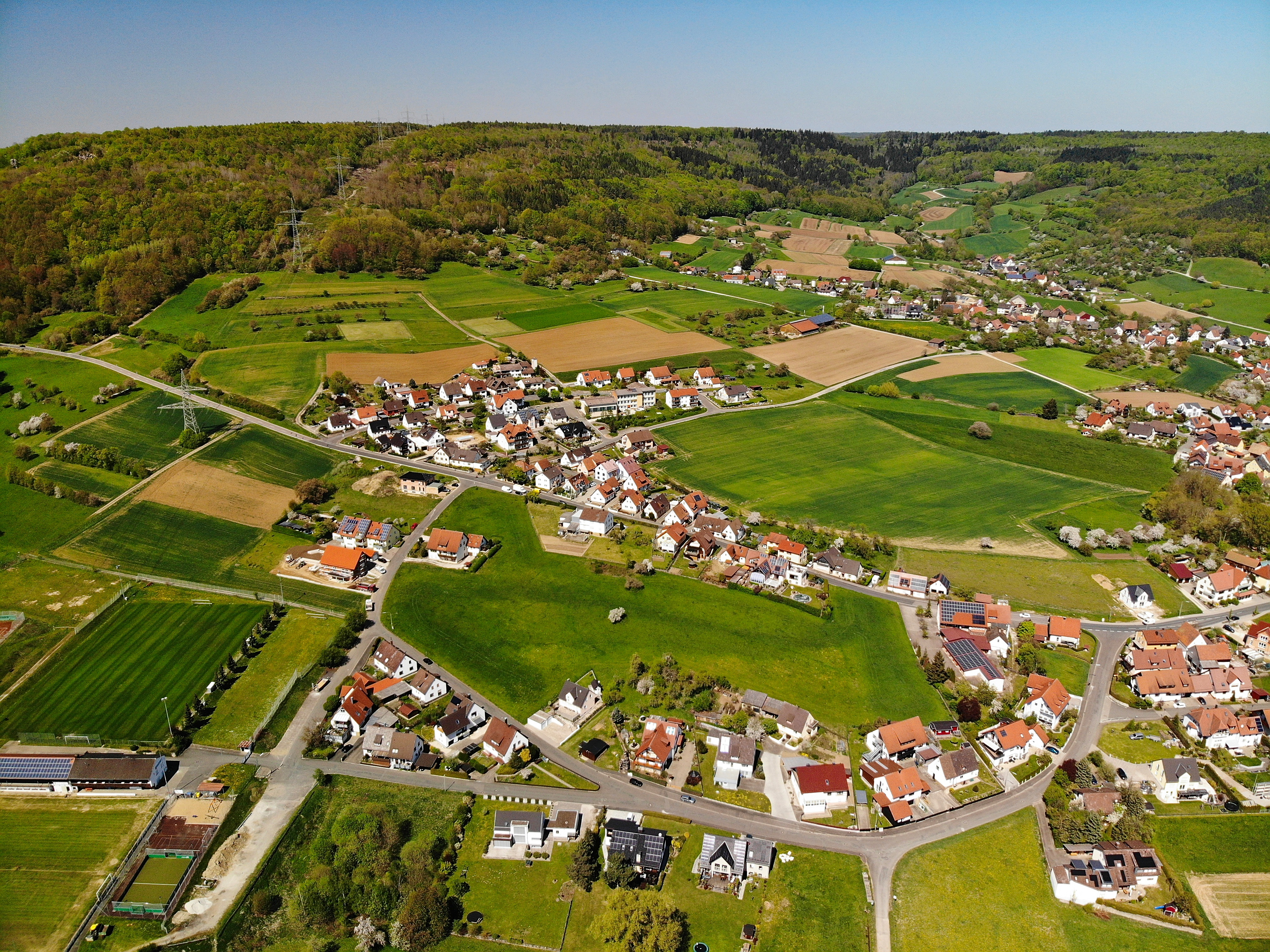
Luftaufnahme Ehrlersheim (2020)

Die am Ostrand des Erlanger Albvorlandes gelegene Siedlung befindet sich etwa einen Kilometer nordwestlich des Ortszentrums von Unterweilersbach auf einer Höhe von 343 m ü. NHN.

## Geschichte
Ehrlersheim ist erst in der ersten Hälfte des 20. Jahrhunderts entstanden. 1936 wurde sie in der Flurnamensammlung der Gemeinde Oberweilersbach als Neusiedlung „Erlesheim“ im Flurgebiet „Erlesanger“ (Plannummern 597–600) genannt. 1950 war die als „Ehrlersheim“ bezeichnete Siedlung auf 29 Wohngebäude angewachsen und hatte damit die Größe eines Dorfes erreicht, in dem 223 Einwohner lebten. Mit der kommunalen Gebietsreform in Bayern wurde Ehrlersheim am 1. Juli 1970 zusammen mit der gesamten Gemeinde Oberweilersbach Bestandteil der Gemeinde Weilersbach.

## Verkehr
Die vom südöstlich angrenzenden Nachbarort Mittlerweilersbach kommende Kreisstraße FO 11 durchquert den Ort und führt weiter nach Rettern. Vom ÖPNV wird die Siedlung nicht bedient, die nächste Haltestelle der Buslinie 222 des VGN liegt in Oberweilersbach und ist etwas weniger als einen Kilometer entfernt. Der nächstgelegene Bahnhof an der Wiesenttalbahn befindet sich in Kirchehrenbach.